# پوروس
پوروس (به یونانی: Πόρος)، یک جفت جزیرهٔ کوچک یونانی، واقع در بخش جنوبی خلیج سارونیک است؛ که از جنوب در فاصلهٔ ۵۸ کیلومتری (۳۶ مایل)-(۳۱ مایل دریایی)، به پیره می‌رسد، و از پلوپونز در فاصلهٔ ۲۰۰متر (۶۵۶ پا) توسط یک کانال دریایی از هم جدا می‌شود و با شهر گالاتاس از طریق خشکی دریک تنگه قرار می‌گیرد. سطح آن در حدود ۳۱کیلومتر مربع (۱۲ مایل مربع) است و ۳٬۷۸۰ نفر جمعیت دارد. نام باستانی پوروس، پوگون بوده‌است و مانند دیگر بندرهای یونان همچون سارونیک، یکی از قسمت‌های محبوب یونان برای سفر در تعطیلات آخر هفتهٔ آتنی‌ها است.

## نگارخانه

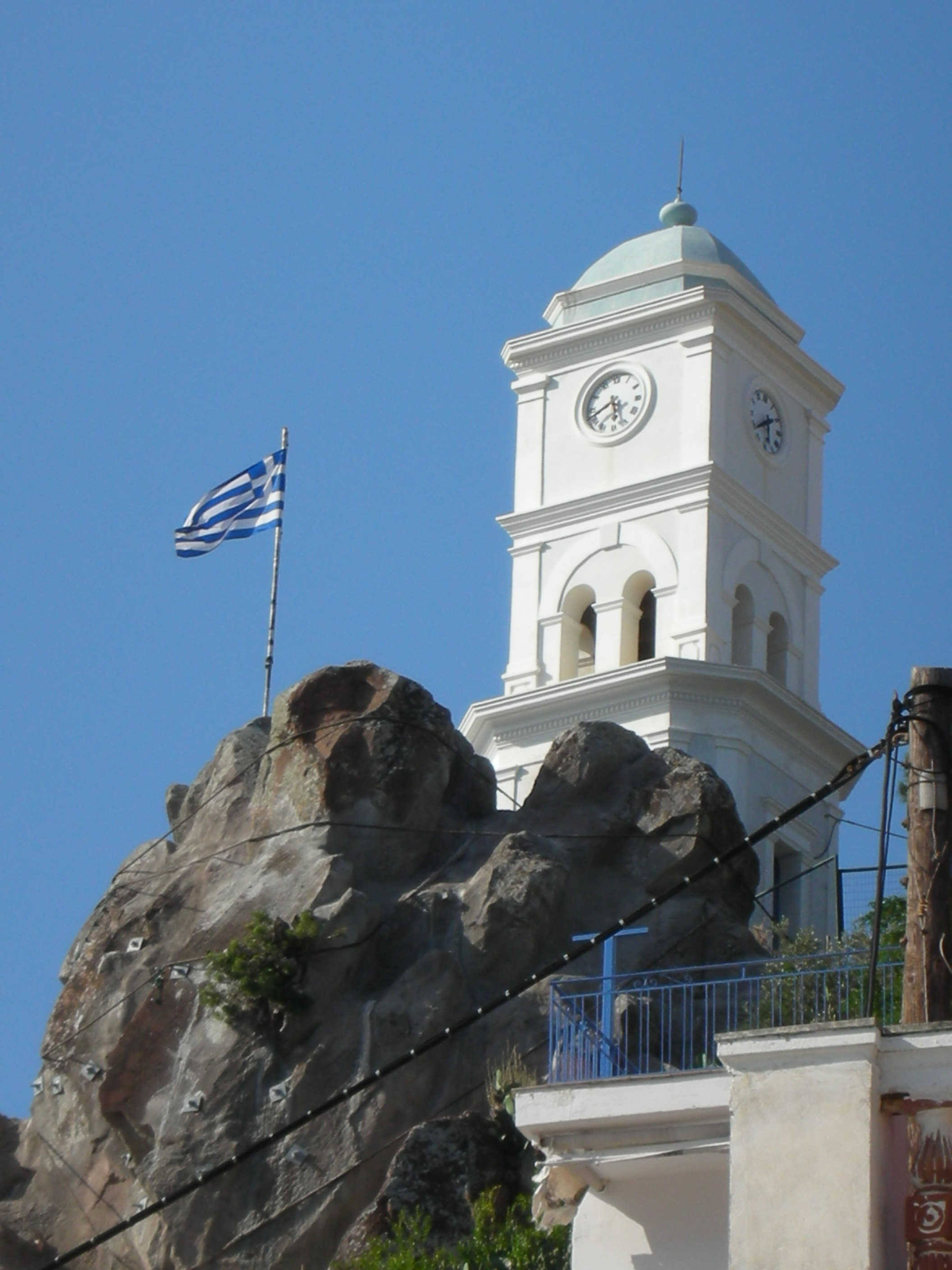
نمایی از برج ساعت پوروس
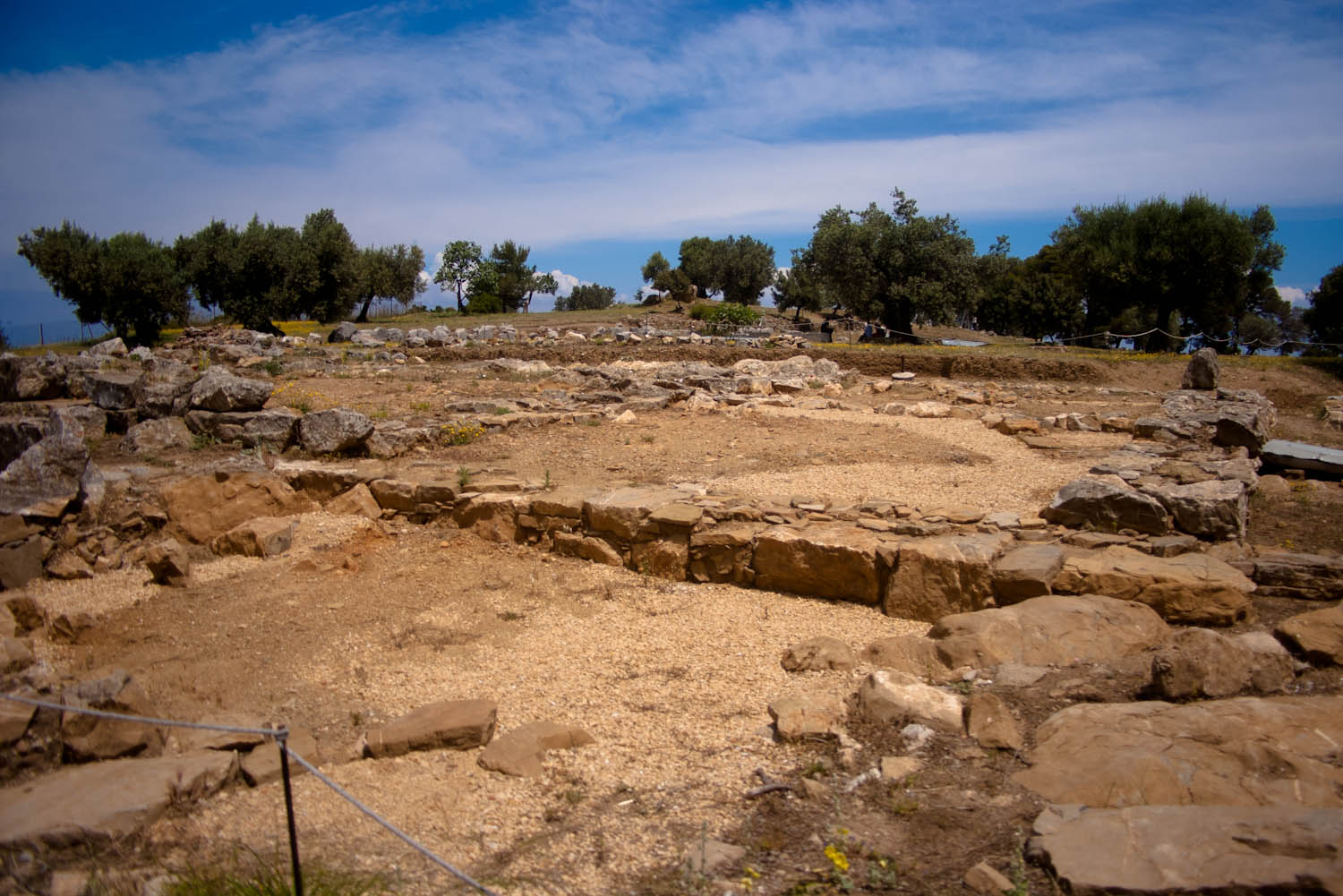
مکان مقدس پوزئیدون
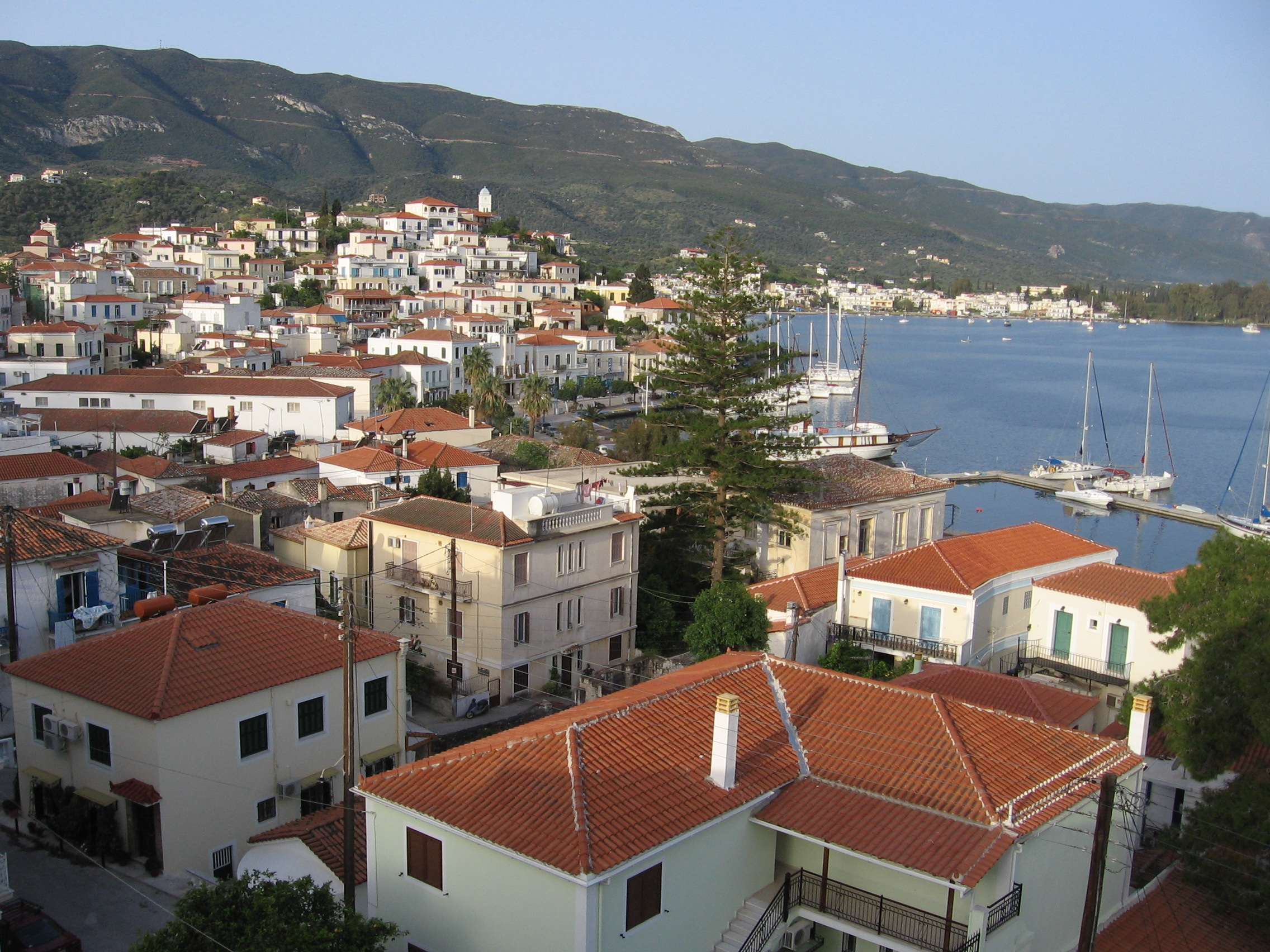
نمای پانوراما
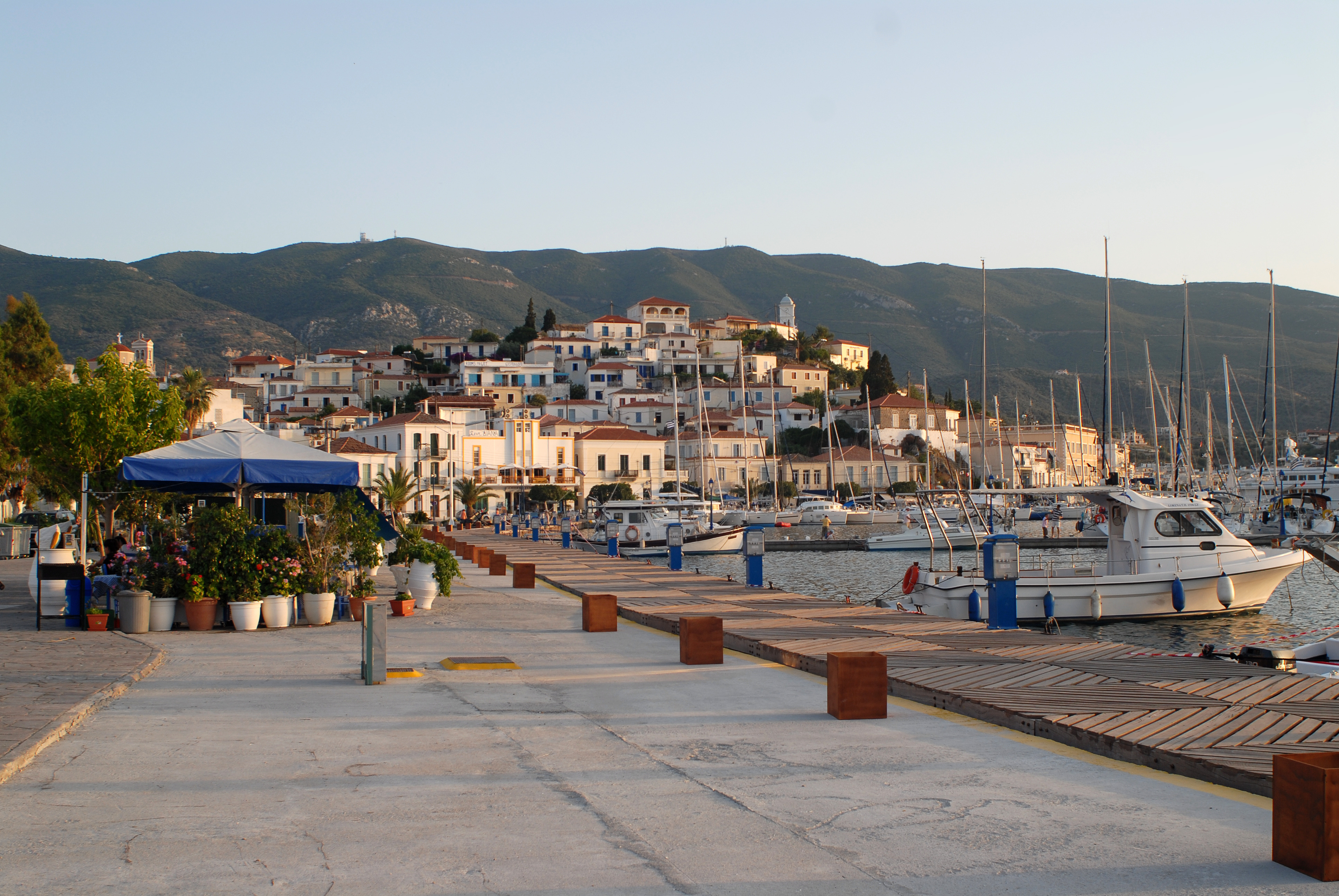
منظره‌ای از بندر